# Skingenes
Skingenes (Discovery Island Indians), jedna od bandi pravih Songish Indijanaca, porodica salishan, koji su živjeli na otoku Discovery pred južnom obalom velikog kanadskog otoka vancouver, u provinciji Britanska Kolumbija.
Prema otoku na kome su živjeli Kanadski ured za indijanske poslove nazivao ih je Discovery Island Indians. Populacija im je 1909. iznosila svega 26.